# Elhízás
Az elhízás (obesitas, obezitás) olyan kórállapot, amelynek során a szervezet zsírraktározása oly mértékű, hogy az káros lehet az egészségre, és a várható élettartam csökkenéséhez, illetve számos egészségi problémához vezethet. Elhízottnak tekintjük azt a személyt, akinek testtömegindexe (rövidítve TTI, angolul body mass index, BMI) 30 kg/m² felett van. A testtömegindex a kilogrammban megállapított testtömeg és a testmagasság méterben mért négyzetének hányadosa.
Az elhízás hátterében az anyagcsere-folyamatok olyan genetikai, központi idegrendszeri vagy endokrin és környezeti hatásokra létrejövő zavara áll, amely az energiaháztartás egyensúlyának módosulását okozza. Ez a folyamat a táplálékfelvétel növelésében és/vagy az energialeadás csökkenésében nyilvánul meg, majd fokozott zsírraktározáshoz vezet. Az elhízást leggyakrabban több tényező együttesen okozza: a túlzott élelmienergia-fogyasztás, a testmozgás hiánya és genetikai hajlam, habár néhány esetben elsődlegesen gének, endokrin rendellenességek, gyógyszerek vagy pszichiátriai betegségek a kiváltó okok. Kevés bizonyíték támasztja alá azt a vélekedést, miszerint egyes elhízott emberek a lassú anyagcseréjük miatt akkor is híznak, ha keveset esznek. Általánosságban az elhízott emberek a megnövekedett testtömeg fenntartásának energiaszükséglete miatt több energiát használnak fel, mint sovány társaik.
Az elhízás krónikus és recidiváló betegség, mely tartós kezelést igényel, elsősorban az állapotot kísérő betegségekkel kapcsolatban. Az elhízás következtében számos krónikus – különösen a szív- és érrendszeri betegségek, a 2-es típusú cukorbetegség, az obstruktív alvási apnoe, egyes rákbetegségek, a csont-ízületi gyulladás és az asztma – és akut betegség pl. Covid19 kialakulásának valószínűsége megnő.
A kímélő diéta (étrend) és a fizikai aktivitás az elhízás kezelésének alapvető elemei. Az étrend minősége javítható az energiadús – például zsírokban és szénhidrátokban gazdag – ételek fogyasztásának mérséklésével, és az élelmirost-fogyasztás fokozásával. Elhízás elleni gyógyszerek alkalmazhatók az étvágy csökkentésére vagy a zsírlekötés gátlására, megfelelő diétával kiegészítve. Ha a diéta, a testmozgás és a gyógyszerelés nem eredményes, gyomorballon segíthet a fogyásban, vagy műtéti beavatkozással csökkenthető a gyomortérfogat, illetve a bélhosszúság, amelynek eredményeként a jóllakottság érzete hamarabb jelentkezik és a tápanyagfelvétel képessége csökken.
Az elhízás világviszonylatban az elsőszámú megelőzhető halálozási ok, felnőtteknél és gyermekeknél egyaránt növekvő arányban jelentkezik, és a közegészségügyi hatóságok megítélése szerint a 21. század egyik legsúlyosabb közegészségügyi problémája lehet. Egy 2009-es felmérés szerint a felnőtt magyar lakosság 62%-a túlsúlyos, és 27%-a elhízottnak számít. Az Európai Unió országaiban a túlsúlyosság a felnőtt lakosság 30-80%-ára jellemző. A WHO adatai szerint 2008-ban világszerte 1,4 milliárd felnőtt számított túlsúlyosnak, 500 millió fő elhízottnak.
Az elhízáshoz a modern világban (különösen a nyugati társadalmakban) szinte mindenütt előítéletek társulnak, bár a történelem során voltak olyan időszakok, amikor azt sok helyütt a jólét és a termékenység szimbólumának tekintették, és a világ néhány pontján ez még ma is így van.

## Osztályozás, diagnózis
Az elhízás meghatározása a testtömegindex (TTI) alapján történik, és további értékelésénél figyelembe veszik a zsíreloszlást, a derék-csípő arányát, az izom- és csonttömeget, valamint a szív- és érrendszeri rizikófaktorokat. A TTI értéke szorosan összefügg mind a testzsírszázalékkal, mind a teljes testzsírmennyiséggel, meghatározásához a felnőtt alany testtömegének és testmagassága négyzetének hányadosát kell kiszámolni, amelyet többnyire metrikusan vagy az amerikai egységekben fejeznek ki:
Metrikus rendszerben: {\displaystyle TTI=kg/m^{2}}
Amerikai és angolszász (imperiális) rendszer: {\displaystyle TTI=lb*703/in^{2}}
ahol {\displaystyle lb} az alany testsúlya fontban és {\displaystyle in} az alany testmagassága hüvelykben.

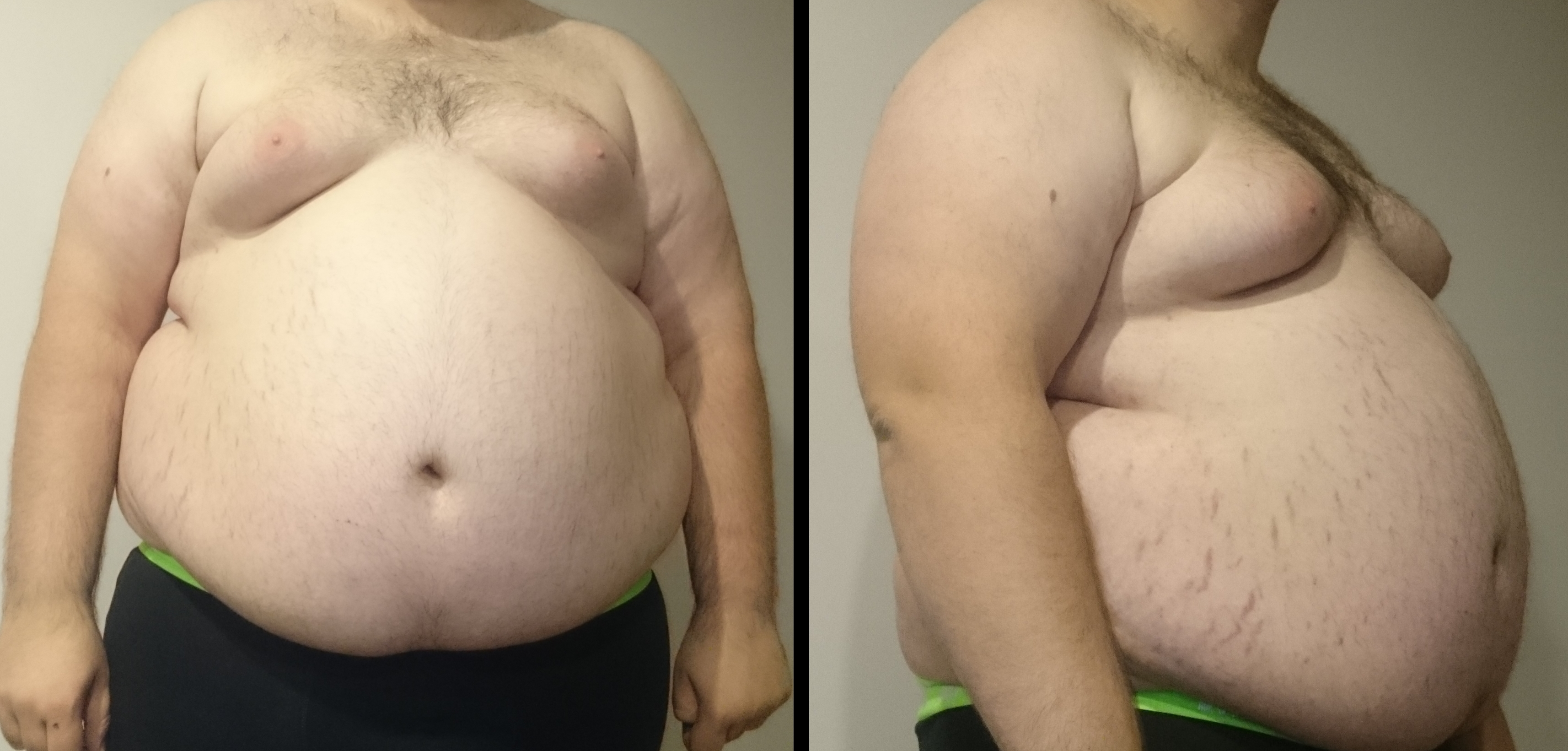
„Szuper elhízott” férfitest elölnézetben és oldalnézetben. Láthatók a striák a bőrön és a gynecomastia (férfiakban kifejlődő nőies emlők). A TTI = 53 kg/m²: testsúly 182 kg, testmagasság 185 cm

Gyermekeknél az egészséges testsúly az életkortól és a gyermek nemétől függően változó. A gyermekekben és serdülőkben az elhízást nem abszolút számértékként határozzák meg, hanem a csoportra jellemző korábbi normál értékek arányában, ily módon elhízásról 95-ösnél nagyobb TTI percentilis esetén beszélünk (azaz amikor a gyermek TTI-je az életkori csoportra jellemző TTI értékek 95%-ánál magasabb). Az ezeknél a percentiliseknél használt hivatkozási adatok az 1963. és 1994. közötti időszakból származnak, így azokba a legutóbbi testsúlynövekedések még nem számítanak bele. A WHO 2010-es adatai szerint világszerte 40 millió, 5 évesnél fiatalabb gyermek számít elhízottnak.
| TTI       | Osztályozás                    |
| --------- | ------------------------------ |
| < 18,5    | soványság                      |
| 18,5–24,9 | normál testsúly                |
| 25,0–29,9 | túlsúly                        |
| 30,0–34,9 | I. fokú elhízás (enyhe)        |
| 35,0–39,9 | II. fokú elhízás (középsúlyos) |
| ≥ 40,0    | III. fokú elhízás (súlyos)     |

Az Egészségügyi Világszervezet (WHO) által 1997-ben megállapított és 2000-ben publikált legelterjedtebb definíciók alapján megállapított értékeket a jobb oldalon látható táblázat tartalmazza.
A kapott értékeknek megfelelően diagnosztizálhatnak enyhe elhízást, amelynek TTI határai 30-34,9 kg/m2, középsúlyos elhízásról beszélünk 35-39,9 kg/2 TTI-érték esetén, illetve súlyos mértékű az elhízás, amennyiben a TTI-érték 40 kg/m2 vagy ennél nagyobb.
Egyes egészségügyi szervezetek némileg módosították a WHO definícióit. A sebészeti szakirodalom további kategóriákra bontja a III. fokú elhízást, amelyek pontos értékei a mai napig is vitatottak.
- TTI ≥ 35 vagy 40: súlyos elhízás
- TTI ≥ 35 vagy 40–44,9 vagy 49,9: morbid elhízás
- TTI ≥ 45 vagy 50: szuper elhízás

Mivel az ázsiai népesség körében a fehérbőrűekhez viszonyítva már alacsonyabb TTI értéknél is jelentkeznek egészségre káros következmények, ezért néhány ország átértelmezte az elhízás definícióját. A Japánban használt meghatározás szerint 25 kg/m² feletti TTI érték számít elhízásnak, míg Kínában a 28 kg/m² feletti TTI érték jelenti ugyanezt.

## Egészségre gyakorolt hatások
A túlzott testtömeg különböző betegségekkel hozható összefüggésbe, ezek közül néhány: szív- és érrendszeri betegségek, 2. típusú diabetes, obstruktív alvási apnoe, egyes rákbetegségek, csont-ízületi gyulladás, és asztma ízületi kopások és krónikus reumatológiai betegségek, kórosan magas vérzsírszint. Ebből eredően az elhízás következtében bizonyítottan csökken a várható élettartam.
Magyarországon a születéskori várható átlagos élettartam (egy 2000-es adat szerint 71,3 év) nagyjából egy évtizednyivel alatta marad a nemzetközi összehasonlításban vezető japánok várható átlagos élettartamának, részben az elhízás és az ahhoz kapcsolódó betegségek következtében.

### Mortalitás
Az elhízás az egyik leggyakoribb megelőzhető halálozási ok a világon. Széles körben végzett amerikai és európai felmérések egyaránt kimutatták, hogy a halálozási kockázat a nemdohányzók körében 20–25 kg/m² TTI értéknél a legalacsonyabb, míg az aktív dohányosoknál ugyanez az érték 24–27 kg/m². Az ettől bármelyik irányban való eltérés esetén a kockázat nő. A 32 kg/m² feletti TTI értékeknél a nők körében egy 16 évre kiterjedő időszak alatt megkétszereződött a halálozási ráta. Becslések szerint az Egyesült Államokban az elhízás 111 909 – 365 000 halálesetet okoz évente, míg Európában 1 millió (7,7%) haláleset tudható be túlzott testsúlynak. Az elhízás általánosságban hat-hét évvel rövidíti le a várható élettartamot. A 30–35 közötti TTI két-négy évvel, míg a súlyos elhízás (TTI > 40) akár tíz évvel is megrövidítheti egy ember életét.

### Morbiditás
Az elhízás következtében növekszik számos fizikai és lelki megbetegedés kockázata. Ezek a társbetegségek legtöbbször anyagcserezavarok formájában jelentkeznek, több betegség kombinációjaként az ún. metabolikus szindróma: 2-es típusú cukorbetegség, magas vérnyomás, magas koleszterinszint, és magas trigliceridszint.
A szövődményeket okozhatja közvetlenül az elhízás, vagy valamilyen közös kiváltó okból eredő közvetett folyamat, mint például a helytelen táplálkozás vagy a mozgásszegény életmód. Az elhízás és az adott kórállapotok közötti összefüggés mértéke változó. Az egyik legszorosabb összefüggés az elhízás és a 2-es típusú cukorbetegség között áll fenn. A cukorbeteg férfiak 64%-ánál és a nők 77%-ánál a túlzott mennyiségű testzsír áll a betegség hátterében.
Az egészségre gyakorolt hatások két nagyobb kategóriába sorolhatók: azok, amelyek a megnövekedett zsírtömeg hatásának tulajdoníthatók (például a csont-ízületi gyulladás, az obstruktív alvási apnoe, a társadalmi megbélyegzettség) és azok, amelyek oka a megnövekedett zsírszövetek (cukorbetegség, rák (betegség), a szív- és érrendszeri betegségek, a máj nem alkoholos zsíros elfajulása). A testzsír gyarapodása nyomán megváltozik a szervezet inzulinra adott válaszreakciója és esetenként inzulinrezisztencia alakulhat ki. A zsírgyarapodás nyomán továbbá gyulladáskeltő anyagok termelődhetnek, és nő a trombózis veszélye is.
| Orvostudomány területe       | Kórállapot | Orvostudomány területe | Kórállapot |
| ---------------------------- | --- | ---------------------- | --- |
| Kardiológia                  | - ischaemiás szívbetegség: angina pectoris és myocardialis infarctus - pangásos szívelégtelenség - magas vérnyomás - kóros koleszterinszint - mélyvénás trombózis és tüdőembólia | Dermatológia           | - striák - acanthosis nigricans - lymphoedema - narancsbőr - hirsutismus - intertrigo |
| Endokrinológia és szaporodás | - cukorbetegség - policisztás ovárium szindróma - menstruációs zavarok - terméketlenség - terhességi elhízás - születési rendellenességek - méhen belüli magzathalál             | Emésztőrendszer        | - gastrooesophagealis refluxbetegség - máj nem alkoholos zsíros elfajulása - epekövesség |
| Neurológia                   | - agyi érkatasztrófa - meralgia paresthetica - migrén - csuklótáji alagút szindróma - dementia - idiopátiás intracraniális magas vérnyomás - sclerosis multiplex                 | Onkológia              | - emlőrák, petefészekrák - nyelőcsőrák, végbélrák - májtumor, hasnyálmirigyrák - Epehólyagrák, gyomorrák - méhnyálkahártyarák, méhnyakrák - prosztatarák, veserák - non-Hodgkin limfóma, myeloma multiplex |
| Pszichiátria                 | - major depresszió nőknél - társadalmi stigmatizáció | Légzés                 | - obstruktív alvási apnoe - elhízás miatti hipoventiláció - asztma - szövődmények gyakoribb előfordulása általános anesztézia során                                                                        |
| Reumatológia és ortopédia    | - köszvény - mozgáskorlátozottság - csont-ízületi gyulladás - derékfájás | Urológia és nefrológia | - merevedési problémák - vizeletinkontinencia - krónikus veseelégtelenség - hypogonadismus - rejtett pénisz                                                                                                |

### Túlélési paradoxon
Bár az átlag népesség körében jelentkező elhízás negatív következményeinek bizonyítására bőven van bizonyíték, egyes részcsoportokban magasabb TTI értékek mellett az egészség javulása figyelhető meg. Ezt a jelenséget nevezik az elhízottak túlélési paradoxonjának. A paradoxont először 1999-ben írták le, hemodialízis kezelésben részesülő túlsúlyos és elhízott betegek esetében, majd ezt követően tapasztalták szívelégtelenségben és perifériás érbetegségben szenvedőknél is.
A szívelégtelenségben szenvedők körében a halálozási arány alacsonyabb volt azoknál, akiknek TTI értéke 30,0 és 34,9 között volt, mint a normál súlyúaknál. Ezt annak tulajdonították, hogy a betegségek súlyosbodásával párhuzamosan a testsúly gyakran csökken. Hasonló megállapításokra jutottak más típusú szívbetegségek esetében is. Az I. fokú elhízási csoportba sorolt szívbetegeknél az egyéb szívproblémák előfordulása nem magasabb, mint a normál súlyú szívbetegeknél. A súlyosabb fokú elhízási csoportba tartozóknál azonban növekszik a további szív- és érrendszeri problémák kockázata. A túlsúlyos és elhízott betegeknél még koszorúér műtét után sem tapasztalható megnövekedett halálozási arány. Egy vizsgálat megállapítása szerint a túlélési arány javulásának magyarázata, hogy a szívproblémával felvett elhízott betegek alaposabb kezelésben részesülnek. Egy másik tanulmány szerint az elhízás már nem jár előnnyel akkor, ha tekintetbe vesszük a perifériás artériás betegségben szenvedőknél előforduló krónikus obstruktív tüdőbetegséget is.

## Az elhízás okai
| nincs adat <1600 1600–1800 1800–2000 2000–2200 2200–2400 2400–2600 | 2600–2800 2800–3000 3000–3200 3200–3400 3400–3600 >3600 |

A legtöbb esetben az elhízást az egyén szintjén az étkezés útján történő túlzott energiabevitel és a testmozgás hiánya együttesen magyarázza. Az elhízás némely esetben elsősorban genetikai vagy egészségügyi okoknak, illetve pszichiátriai betegségeknek tudható be. Ezzel szemben a társadalmi szinten egyre növekvő mértékű elhízás a közvélekedés szerint a könnyen hozzáférhető és tápláló étrend, az autókra való nagyobb fokú támaszkodás és a gépesített gyártás következménye.
Egy 2006-os vizsgálat tíz egyéb, lehetséges tényezőt azonosított, amelyek hozzájárulnak az elhízottság utóbbi időben történt terjedéséhez: (1) nem elegendő alvás, (2) endokrin zavarok (a lipid anyagcserét megzavaró környezetszennyezés), (3) a környezeti hőmérséklet eltéréseinek csökkenése, (4) a dohányzás előfordulási arányának csökkenése, mivel a dohányzás elnyomja az étvágyat, (5) olyan gyógyszerek fokozott használata, amelyek súlygyarapodást okozhatnak (pl. atípusos antipszichotikumok), (6) a nagyobb testsúlyra hajlamos etnikai csoportok és korcsoportok arányának növekedése, (7) terhesség későbbi életkorban (ami a gyermekeknél elhízásra hajlamosító tényező lehet), (8) epigenetikai kockázati tényezők, amelyek generációról generációra továbbadódnak, (9) a magasabb testtömegindex természetes kiválasztódása, és (10) az elhízás kockázati tényezőinek fokozott koncentrációját eredményező preferenciális párválasztás (ez az elhízottak számát az elképzelés szerint a népesség súlybeli varianciájának növelése révén növeli). Bár lényeges bizonyítékok támasztják alá ezen mechanizmusok befolyását az elhízás gyakoriságának növekedésére, ezek nem perdöntőek, és a szerzők kijelentik, hogy ezek valószínűleg kisebb befolyást gyakorolnak, mint az előző bekezdésben tárgyalt tényezők.

### Táplálkozási tényezők

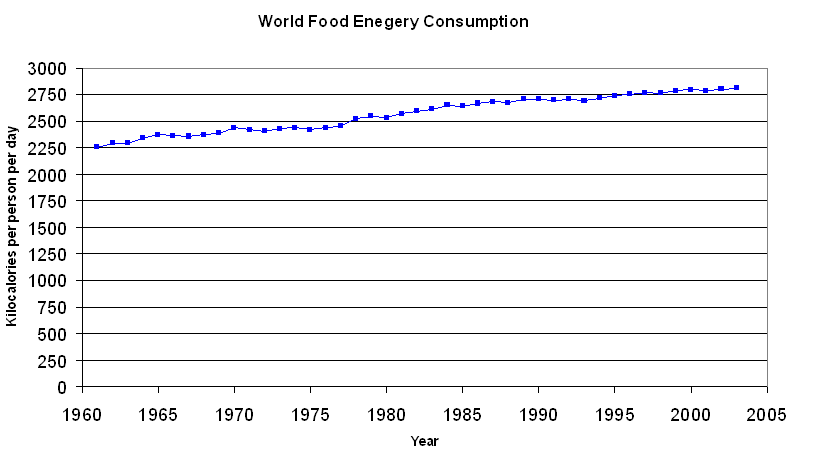
A grafikonon mutatja, hogy 1961 és 2002 között az élelmiszerenergia-fogyasztás világszerte fokozatosan növekedett személyenként és naponta. Átlagos egy főre jutó energiafogyasztás a világon 1961 és 2002 között

Az egy főre jutó étkezési energiabevitel a különböző régiókban és országokban jelentősen eltérő, és az idő múlásával is jelentős mértékben változott. Az 1970-es évek elejétől kezdve az 1990-es évek végéig a személyenként és naponta rendelkezésre álló átlagos kalóriamennyiség (a megvásárolt élelmiszer mennyisége) Kelet-Európa kivételével a világ minden részén megnőtt. 1996-ban az Egyesült Államokban volt a legmagasabb ez az érték: személyenként 3654 kalória. Ez 2003-ban továbbnőtt 3754 kalóriára. Az 1990-es évek végén Európában személyenként napi 3394 kalóriát fogyasztottak, Ázsia fejlődő területein személyenként 2648 kalóriát, a Szubszaharai Afrikában pedig személyenként 2176 kalóriát. Kutatók szerint összefüggés állapítható meg az összkalória-fogyasztás és az elhízás között.
Az elhízást elsősorban a feldolgozott élelmiszerek, konkrétan az izolált szénhidrátok (cukor, fehér liszt) túlzott mértékű fogyasztása okozza. A szénhidrátoknak kritikus a felszívódási sebességük, a felszívódási sebességet a glikémiás index (GI) mutatja meg. A cukor előállítása során minden vitamin, ásványi só, nyomelem, enzim, telítetlen zsírsav, rostos anyag, valamint íz- és szaganyag eltűnik. A cukor ezáltal egy vitálanyagoktól mentes táplálékká válik. Mivel a szervezetnek már feldolgozni nem kell, elfogyasztás után azonnal fel tud szívódni, ezért rendkívül magas a glikémiás indexe. Minél gyorsabban szívódik fel, és jut a vérbe, a szervezet annál több inzulint termel. Az inzulin a hasnyálmirigy által termelt vegyület, ami a test tápanyagszállítója. Minél több inzulin van jelen, annál gyorsabban szállítódik a tápanyag a sejtekbe. A test a szénhidrátokat óriásmolekula (glikogén) formájában tárolja az izmokban és a májban. Amikor az izmok erőteljesebb munkát végeznek, akkor a glikogént használják üzemanyagnak, ez teljesen célirányos: amelyik izom dolgozik abból fogy a glikogén. Ekkor ha szénhidrátot fogyasztunk, a kiürült glikogén raktárak újra betöltődnek. Ellenben, ha az izmok nem végeznek intenzív munkát, nem ürülnek ki a glikogén raktárak, ha ilyenkor magas GI-jű szénhidrátot fogyasztunk, a szervezet sok inzulint termel, és a tápanyag gyorsan elszállítódik a sejtekbe, viszont mivel nincs glikogén ürülés, a szervezet csak zsírba tudja elraktározni a tápanyagot.
Az egészséges táplálkozással kapcsolatos útmutatók széles körű hozzáférhetősége sem változtatott túl sokat a túlzott mértékű evés és a helytelen táplálkozási szokások problémáin. 1971-től 2000-ig az Egyesült Államokban az elhízottság előfordulási aránya 14,5%-ról 30,9%-ra emelkedett, míg ugyanebben az időszakban megnőtt az élelmiszerfogyasztással nyert energia átlagos mennyisége is. A nőknél az átlagos növekedés naponta 335 kalóriát tett ki (1542 kalória 1971-ben és 1877 kalória 2004-ben), míg a férfiak esetében az átlagos növekedés 168 kalória volt naponta (2450 kalória 1971-ben és 2618 kalória 2004-ben). Ez az energiatöbblet túlnyomórészt szénhidrátok – nem pedig zsírok – fogyasztásából származott. E szénhidrát-többlet elsődleges forrásai az édesített italok – ezek ma Amerikában a fiatal felnőttek napi élelmiszerenergia-fogyasztásának csaknem 25 százalékát teszik ki – és a burgonyachips. Az édesített italok fogyasztása nagy valószínűséggel járul hozzá az elhízottság fokozódó gyakoriságához.
Magyarország sem mentes a probléma alól: az elmúlt húsz évben minden korcsoportban megháromszorozódott az elhízott gyermekek száma, részben az iskolai büfékben kapható cukrozott üdítőitalok hatására.
Fokozott aggodalomra ad okot a gyorséttermi ételek fogyasztása és az elhízás közt kimutatott összefüggés, mivel az emberek egyre többször és többet esznek gyorséttermekben. Az Egyesült Államokban 1977 és 1995 között a gyorséttermi ételek fogyasztása megháromszorozódott, az azokból származó energiabevitel pedig négyszeresére nőtt.
Az agrártámogatások rendszere és modern mezőgazdasági technológiák elterjedése az Egyesült Államokban és Európában is alacsonyabb élelmiszerárakat eredményeztek. Az Egyesült Államokban a kukorica, a szója, a búza és a rizs termesztéséhez az ötévente elfogadott farmgazdálkodási törvény révén kiutalt támogatások következtében a feldolgozott élelmiszerek, készételek fő alapanyagai a gyümölcsökhöz és zöldségekhez képest olcsóvá váltak.
A túlsúlyosság, majd az elhízás kialakulását az egyéni szubjektivitás is befolyásolja: az elhízott emberek következetesen alábecsülik saját élelmiszerfogyasztásukat a normál testsúlyúakhoz viszonyítva. Ezt mind a kaloriméteres vizsgálatok, mind a közvetlen megfigyelések alátámasztják.

### Genetikai tényezők

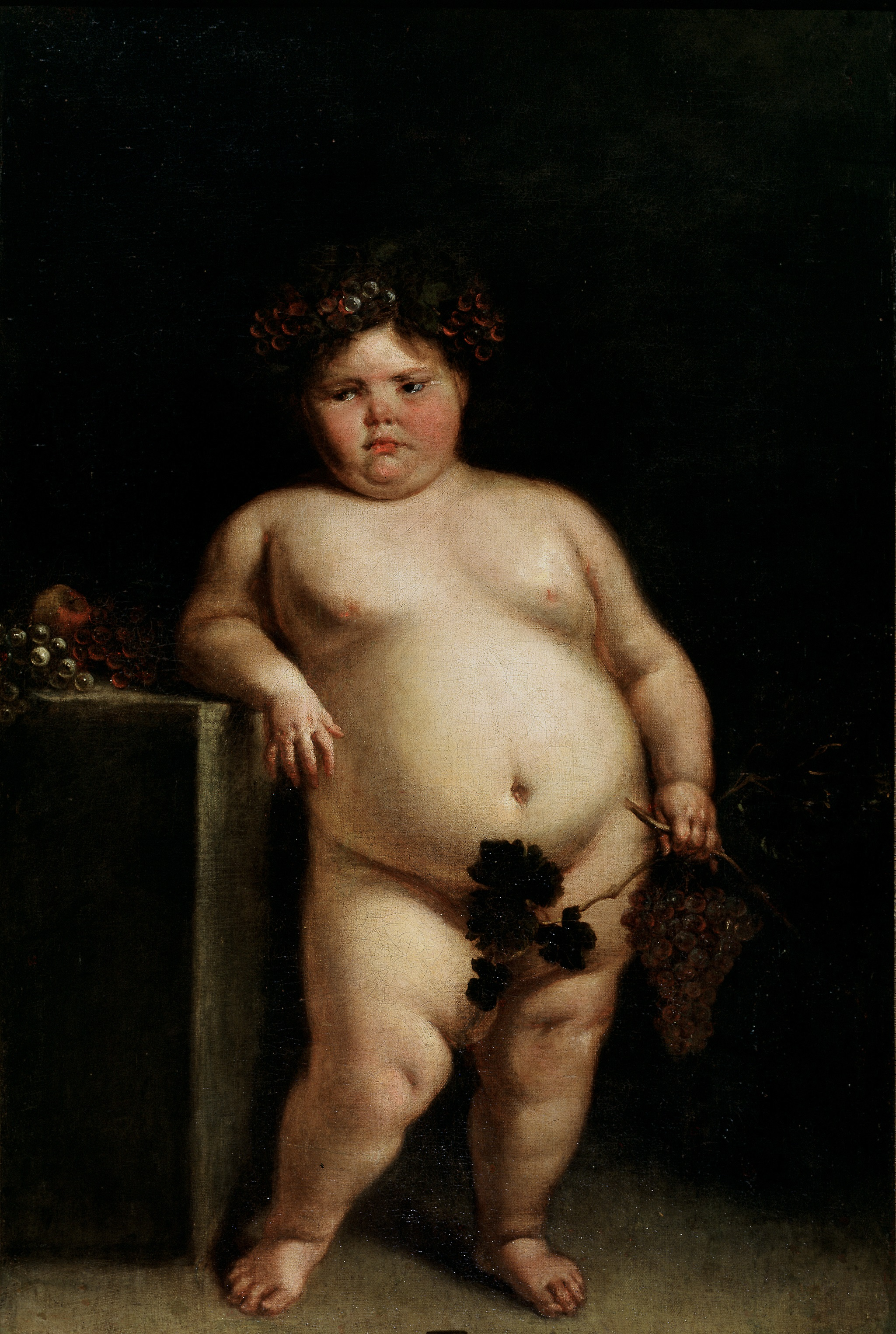
Juan Carreño de Miranda festménye 1680-ból egy lányról, aki feltételezhetően Prader-Willi-szindrómában szenved

Sok más betegséghez hasonlóan az elhízás is a genetikai és környezeti tényezők közti összjáték eredménye. Az étvágyat és az anyagcserét szabályozó különféle gének polimorfizmusa hajlamosít az elhízásra, ha elegendő élelmiszerenergia áll rendelkezésre. A legutolsó (2006-os) kutatási eredmények alapján több mint 41 génhelyet hoztak összefüggésbe az elhízás kialakulásával, amennyiben a környezeti tényezők is kedveznek ennek. Az FTO gén (a zsírtömeghez és elhízáshoz társuló gén) két másolatával rendelkezők a kutatások szerint átlagosan 3–4 kg-mal nehezebbek, és 1,67-szor nagyobb náluk az elhízás veszélye azokhoz képest, akiknél nem található meg a kockázatot jelentő allél. A genetikai okoknak tulajdonítható elhízás százalékos aránya a vizsgált népesség függvényében 6% és 85% között változik.
Új lendületet adott az elhízás hátterének genetikai kutatásával kapcsolatban a leptin gén, és a leptin receptorral kapcsolatos vizsgálatok sorozata. A leptin a zsírszövetben keletkező peptid, amely visszajelez a köztiagyba a szervezet zsírtartalmáról és kihat a táplálékfelvételre. A leptinkérdés irodalma ma már igen jelentős, de végső megoldást még nem hozott. A szimpatikus idegrendszer béta3 receptora az energialeadási folyamatot segíti elő a zsírszövetben. Genetikusan meghatározott csökkent mértékű aktivitása szerepet játszik az elhízás kialakulásában.
Az elhízás fő jellemzője számos tünetnek, így a Prader-Willi-szindrómának, a Bardet-Biedl szindrómának, a Cohen szindrómának és a MOMO szindrómának. (A „nem tünetalapú elhízás” kifejezést néha ezen állapotok kizárására használják.) A gyermekkorban fellépő korai súlyos elhízásos esetek (melynek meghatározása: 10 éves életkort megelőző kialakulás és a normál testtömegindex-tartomány 99%-ánál magasabb TTI) 7%-ánál található egyetlen ponton DNS-mutáció.
A konkrét gének helyett az öröklődési mintákra összpontosító vizsgálatok úgy találták, hogy a két elhízott szülővel rendelkező személyek 80%-a szintén elhízott, míg a két normál súlyú szülővel rendelkezőknél ez az arány kevesebb mint 10%.
A takarékos gén ("thrifty gene") hipotézis feltételezi, hogy mivel a táplálék szűkösen állt rendelkezésre az emberi evolúció során, az emberek hajlamosak az elhízásra. Az a képesség, hogy kihasználják a ritka bőséges időszakokat az energia zsír formájában való tárolásával, előnyös az élelmiszer változó elérhetősége esetén, és a nagyobb zsírszövettartalékkal rendelkezők nagyobb valószínűséggel élik túl az éhínséget. Ez a zsírtárolási tendencia azonban a stabil élelmiszer-ellátásnak örvendő társadalmakban ma már hátrányt jelent. Ez az elmélet eltérő fogadtatásra talált, és felvetődtek egyéb evolúción alapuló elméletek is, például a sodródó gén ("drifty gene") hipotézis és a takarékos fenotípus ("thrifty phenotype") hipotézis.

### Mozgásszegény életmód
A mozgásszegény életmód jelentős szerepet tölt be az elhízásban. Világszerte jelentős elmozdulás következett be a fizikailag kisebb igénybevételt megkövetelő munka irányába, és jelenleg a világ népességének legalább 60%-a nem végez elegendő testmozgást. Egy Magyarországon 2001-ben készült felmérés szerint a hazai lakosság szabadidejének több mint 80%-át a televízió képernyője előtt tölti. A személyi számítógépek otthoni használata szintén a szabadidő eltöltésének jelentős tényezője.
A mozgásszegény életmód elterjedése, általánossá válása elsősorban annak tulajdonítható, hogy egyre elterjedtebbé vált a gépesített közlekedés és az otthonokban egyre több a munkát megtakarító technológia. Úgy tűnik, hogy a gyermekeknél is csökkent a testmozgás mennyisége a korábbinál kevesebb testmozgás és testnevelésóra következtében. Az aktív szabadidős testmozgás világméretű tendenciái kevéssé egyértelműek. Az Egészségügyi Világszervezet szerint az emberek világszerte egyre kevesebb aktív szabadidős tevékenységben vesznek részt, míg egy Finnországban készült tanulmány növekedést állapított meg ezen a téren, egy másik tanulmány pedig az Egyesült Államokban arra jutott, hogy a szabadidős testmozgás nem változott számottevően.
A televíziózással töltött idő és az elhízás kockázata között a gyermekeknél és a felnőtteknél egyaránt összefüggés áll fenn. Egy összehasonlító tanulmány szerint 73 felmérés közül 63 (azaz 86%) kimutatta, hogy a gyermekkori elhízás előfordulási aránya a fokozott médiafogyasztással és a televíziózással töltött idő növekedésével arányosan emelkedik.

### Egyéb betegségek
Bizonyos fizikai és mentális betegségek és az ezek kezelésére alkalmazott gyógyszerek növelhetik az elhízás kockázatát. Az elhízás kockázatát növelő betegségek közé különböző ritka genetikai szindrómák tartoznak (melyek felsorolása fent található), valamint néhány veleszületett és szerzett állapot: hipotireózis, Cushing szindróma, növekedési hormon hiánya, továbbá étkezési rendellenességek: túlevéses zavar és éjszakai evés szindróma. Ugyanakkor az elhízást önmagában nem tekintik pszichiátriai rendellenességnek, és ezért nem szerepel az Amerikai Pszichiátriai Társaság Mentális zavarok diagnosztikai és statisztikai kézikönyve (DSM-IVR) felsorolásában pszichiátriai betegségként. A túlsúly és az elhízás kockázata magasabb a pszichiátriai rendellenességekben szenvedő, mint az ilyennel nem küzdő személyeknél.
Bizonyos gyógyszerek testtömeggyarapodást okozhatnak vagy megváltoztathatják a testösszetételt. Ezek közé tartozik az inzulin, a szulfonil-karbamidok, a tiazolidindionok, az atipikus antipszichotikumok, az antidepresszánsok, a szteroidok, egyes antiepileptikumok (fenitoin és valproát), a pizotifen, és egyes hormonális fogamzásgátlók.

### Társadalmi tényezők

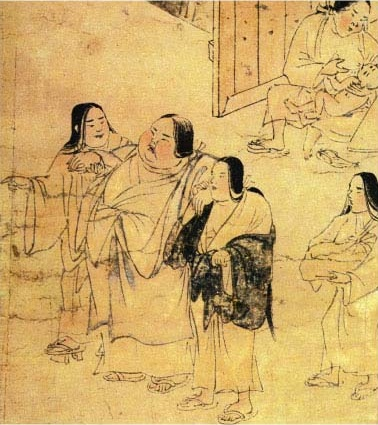
Egy 12. századi japán illusztráció (Yamai no soshi) egy túlsúlyos uzsorást ábrázol. Akkoriban az elhízást a gazdagok betegségének tartották

Míg az elhízás kialakulásánál és tanulmányozásánál lényegesek a genetikai hatások, ezek nem indokolják az egyes országokban, illetve világszerte is megfigyelhető drámai növekedést a túlsúlyosság, illetve az elhízás gyakoriságában. Noha széles körben elfogadott, hogy az energiafelhasználást meghaladó energiafogyasztás az egyéneknél elhízást okoz, e két tényező társadalmi értékű eltolódásának okáról sok vita folyik. Az ok magyarázatára számos elmélet született, ám a legtöbben úgy vélik, hogy többféle tényezők kombinációjáról van szó.
A társadalmi osztály és a testtömegindex közti összefüggés világszerte változó. Egy 1989-es vizsgálat megállapította, hogy a fejlett országokban a magas társadalmi osztályhoz tartozó nőknél kevésbé valószínű az elhízottság. A különböző társadalmi osztályokhoz tartozó férfiak között nem volt látható lényeges különbség. A fejlődő országokban a magas társadalmi osztályokhoz tartozó nők, férfiak és gyermekek körében nagyobb arányban fordult elő elhízás. E vizsgálat 2007-ben végzett frissítése ugyanezen összefüggésekre bukkant, ám ekkor már ezek gyengébbek voltak. Az összefüggés erősségének csökkenését a globalizáció hatásainak tulajdonították. A fejlett országokban a felnőttkori elhízás mértéke és tizenéves gyermekeknél a túlsúlyosság százalékos aránya a jövedelmi egyenlőtlenségek mértékével függ össze. Hasonló összefüggés figyelhető meg az USA államainál: még a magasabb társadalmi osztályokban is több felnőtt elhízott a nagyobb jövedelmi egyenlőtlenséget mutató államokban.
Számos elmélet született a testtömegindex és a társadalmi osztály közötti kapcsolat megmagyarázására. Elterjedt vélemény, hogy a fejlett országokban a gazdagok egészségesebb élelmiszereket engedhetnek meg maguknak, nagyobb rajtuk a társadalmi nyomás, hogy karcsúak maradjanak, valamint több lehetőségük és magasabb elvásáraik vannak fizikai állóképességük terén. A vélekedések szerint az elmaradott országokban a megfigyelt mintákhoz hozzájárul az élelmiszerek megfizethetősége, a fizikai munka magasabb energiaigénye, és a nagyobb testméretet előnyben részesítő kulturális értékek is. Az egyén életében részt vevő személyek testtömegről alkotott vélekedései is szerepet játszhatnak az elhízásban. Az egyéni testtömegindex idő múlásával történő változásai összefüggést mutat a barátok, testvérek és házastársak testtömegindexének változásaival. Úgy tűnik, hogy a stressz és az alacsonynak ítélt társadalmi státusz növeli az elhízás veszélyét.
A dohányzás jelentős hatást gyakorol az egyének súlyára. A dohányzást abbahagyó férfiak átlagosan 4,4 kilogrammot, a nők 5,0 kilogrammot híznak tíz év alatt. A dohányzók arányának változása azonban csak kevéssé befolyásolta az elhízottak teljes arányát.
Az Egyesült Államokban kapcsolatot mutattak ki az elhízás kockázata és az egyén gyermekeinek száma között. Nőknél ez a kockázat gyermekenként 7%-kal nő, férfiaknál pedig gyermekenként 4%-kal. Ez részben azzal lehet magyarázható, hogy a nyugati országokban a gyermekeket nevelő szülők fizikai aktivitása csökken.
A fejlődő világban az urbanizáció is szerepet játszik az elhízás előfordulási arányának növekedésében. Kínában az elhízás mértéke országosan nem éri el az 5%-ot, azonban egyes városokban meghaladja a 20%-ot. Az élet korai szakaszában tapasztalt alultápláltság vélhetően szerepet játszik az elhízás előfordulási arányának emelkedésében. Az alultápláltság időszaka alatt bekövetkező endokrin változások elősegíthetik a zsír tárolását, amint több élelmiszerenergia válik elérhetővé.
A kognitív járványügyi adatokkal összhangban számos tanulmány megerősíti, hogy az elhízás a kognitív hiányosságokkal társult. Jelenleg nem egyértelmű, hogy az elhízás okozza-e a kognitív hiányosságokat, vagy fordítva.

### Fertőzések
A fertőző betegségek anyagcserére gyakorolt hatásának tanulmányozása még korai szakaszában jár. Kimutatták, hogy a bélflóra a sovány és az elhízott embereknél eltérő. Vannak arra mutató jelek, hogy az elhízott és sovány egyének bélflórája hatással lehet az anyagcsere-potenciálra. Az anyagcsere-potenciál e látszólagos változása vélhetőleg a jobb energiafeldolgozó képességgel van összefüggésben, ami hozzájárul az elhízáshoz. Annak egyértelmű megállapítása még várat magára, hogy ezek a különbségek az elhízás közvetlen okai vagy eredményei-e.
Embereknél és több különböző állatfajnál kapcsolatot találtak a vírusok és az elhízás között. Annak megállapítása még várat magára, hogy ez a kapcsolat mekkora mértékben járulhatott hozzá az elhízás növekvő arányához.

### Elhízáshoz vezető egyéb tényezők
Egyéb tényezők is hozzájárulnak az elhízás kialakulásához, bár ezek pontos működése és tudományos hatásmechanizmusa még nem teljesen tisztázott. A kapcsolatot általában nagy számú összehasonlítások igazolják.
2008 májusában az egyesült államokbeli Centers for Disease Control and Prevention (Járványügyi Ellenőrző és Megelőző Központ) közzétette vizsgálati eredményeit, melynek során 87 000 amerikai adatait dolgozták fel. A felmérés 2004 és 2006 között készült. Az eredmények azt mutatják, hogy azok között, akik napi 6 órát aludtak, 33%-uk volt elhízott, szemben azzal a 22%-kal, amit az ajánlott napi 6-9 órát alvók tettek ki.
Korábbi vizsgálatok kimutatták, hogy a krónikus alvásmegvonás növeli a szervezetben a ghrelin nevű étvágynövelő hormon szintjét, és csökkenti a leptin hormonét, ami a teltségérzet kialakulásáért felelős.
A Chicagói Egyetem kutatói fiatal, egészséges felnőttek alvásmegvonását vizsgálták, és azt találták, hogy a megnövekedett étvágy mellett az önkéntesek különösen az édes és sós ételeket kívánták.
James Gangwisch alváskutató (Columbia University Medical Center) szerint az eddigi eredmények elegendőek ahhoz a jótanácshoz, hogy az elhízás megelőzésére többet kell aludni, és lehetőleg el kell érni az egészségesnek tartott napi 8-9 órát.

## Patofiziológia

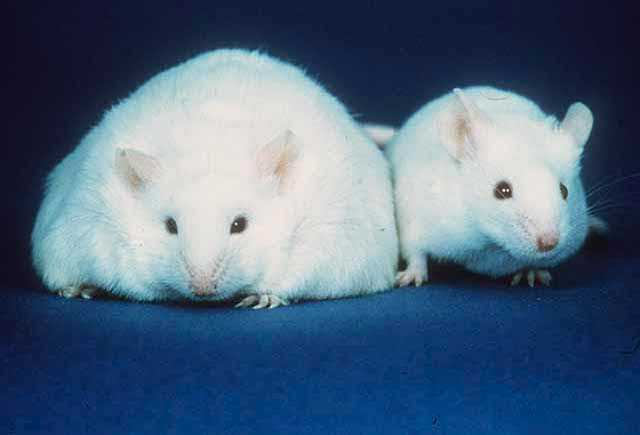
Két azonos fülméretű, fekete szemű, rózsaszín orrú fehér egér. A bal oldali egér testszélessége azonban háromszorosa a jobb oldali normál testméretű egérének. Egy leptin termelésére képtelen, ezért elhízott egér (balra) és egy normál egér (jobbra) összehasonlítása

Az elhízás kialakulásában és fennállásában számos lehetséges patofiziológiai mechanizmus játszik szerepet. Ez a kutatási terület azonban szinte érintetlen maradt, amíg 1994-ben fel nem fedezték a leptint. A felfedezés óta számos olyan hormonális folyamat magyarázatot nyert, amelyek szerepet játszanak az étvágy és a táplálékfelvétel szabályozásában, a zsírszövet raktározási mechanizmusaiban, valamint az inzulinrezisztencia kialakulásában. A leptin felfedezése óta zajlik a ghrelin, az inzulin, az orexin, a PYY 3-36, a kolecisztokinin, az adiponektin, valamint más hormonok és mediátorok tanulmányozása. Az adipokinok a zsírszövet által termelt mediátorok, és a feltételezések szerint befolyással vannak számos elhízással kapcsolatos betegségre.
A leptin és a ghrelin étvágyszabályozó hatása egymást kiegészíti; a folyamatban a gyomor által termelt ghrelin modulálja a rövidtávú étvágyszabályozást (vagyis együnk, amikor a gyomor üres, és ne együnk tovább, amikor a gyomor megtelt és kitágult). A leptint a zsírszövet termeli a test zsírtartalékai szintjének jelzésére, és a hosszú távú étvágyszabályozásról közvetít információt (vagyis többet együnk, ha zsírtartalékaink alacsonyak, és kevesebbet, ha magasak). Bár a leptin beadása hatékony lehet a leptinhiányban szenvedő elhízottak némelyikénél, a vélekedések szerint a legtöbb elhízott egyén leptinrezisztens, és kimutathatóan magas a leptinszintje. Ez a rezisztancia részben megmagyarázza, hogy a leptin beadása miért nem bizonyult eddig hatékonynak az éhségérzet elnyomásában az elhízott emberek többségénél.

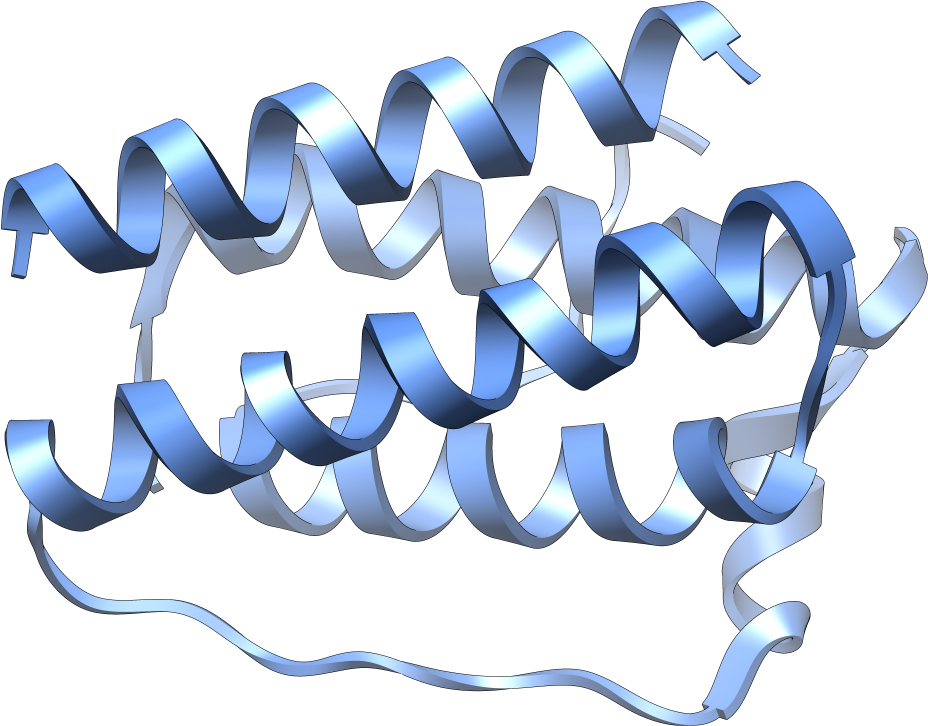
Háromdimenziós modell két ellentétesen csavarodó oszloppal, amelyek a végeiken több egyenes szakasszal egymásba kapcsolódnak. Leptin molekula grafikus ábrázolása

Míg a leptin és a ghrelin termelése periférikusan történik, az éhségérzetet a központi idegrendszerre ható működésükkel szabályozzák: más éhségérzethez kapcsolódó hormonnal együtt a táplálékfelvétel és az energiafelhasználás szabályozásában központi szerepet játszó agyterület, a hipotalamusz működésére hatnak. A hipotalamuszon belül számos étvágyszabályozó kör működik, ezek közül a melanokortin útvonal működését értjük a legjobban. A szabályozási kör az agytörzsi arcuatus idegmag területén kezdődik, ez összeköttetésekkel rendelkezik a hipotalamusz laterális és ventromediális részein, vagyis az agy táplálkozási illetve jóllakottsági központjai irányába.
Az arcuatus idegmag két határozottan elkülönülő neuroncsoportot tartalmaz. Az első csoport a neuropeptid Y (NPY) és az agouti-related peptid (AgRP) együttes működését irányítja, serkentő szinapszissal rendelkezik a laterális hipotalamusz (LH) irányába, és gátló szinapszissal a ventromediális hipotalamusz (VMH) felé. A második csoport a pro-opimelanokortin (POMC) és a kokain- és amfetamin-regulált transzkript (CART) peptidek működéséért felelős, serkentő szinapszissal rendelkezik a ventromediális hipotalamusz (VMH) irányába, és gátló szinapszissal a laterális hipotalamusz (LH) felé. Ebből következik, hogy az NPY/AgRP neuronok serkentik a táplálékfelvételt és gátolják a jóllakottság-központ működését, a POMC/CART neuronok pedig serkentik a jóllakottság-központ működését és gátolják a táplálékfelvételt. Az arcuatus idegmag mindkét csoportját részben a leptin szabályozza. A leptin gátolja az NPY/AgRP csoportot és serkenti a POMC/CART csoport működését. A leptin jelzőrendszerének (leptinhiányból vagy leptinrezisztanciából fakadó) hibás működése így túltáplálkozáshoz vezet, és felelős lehet az elhízás bizonyos genetikai és környezeti eredetű típusaiért.

## Közegészségügyi vonatkozásai
Az Egészségügyi Világszervezet (WHO) előrejelzése szerint a rossz egészségi állapothoz vezető legjelentősebb okként a túlsúlyosság és az elhízás hamarosan megelőzi az olyan hagyományosabb közegészségügyi problémákat, mint az alultápláltság és a fertőző betegségek. Elterjedtsége, költségei és az egészségre gyakorolt hatásai miatt az elhízás jelentős közegészségügyi és egészségpolitikai probléma.
A közegészségügyi kezdeményezések, programok során igyekeznek jobban megismerni és korrigálni a népesség egyre nagyobb hányadában fellépő elhízásért felelős környezeti tényezőket. A megoldások lényeges eleme, hogy változtatni kívánnak a táplálékkal történő túlzott energiabevitel és a fizikai tevékenységek gátló okain. Ilyen akciótervek például az államilag finanszírozott iskolai étkeztetési programok, a gyerekeknek szóló közvetlen gyorséttermi reklámok korlátozása, valamint a cukorral édesített üdítőitalok hozzáférhetőségének csökkentése az iskolákban. Városi környezetek kiépítésénél egyre fontosabb szempont a parkok könnyebb megközelíthetősége és gyalogos közlekedési útvonalak kiépítése.
Számos országban több kutatócsoport adott már ki elhízással kapcsolatos jelentéseket. 1998-ban jelent meg az Egyesült Államok első szövetségi ajánlása, a ’’Klinikai ajánlás a felnőttkori túlsúlyosság és elhízás azonosítására, kiértékelésére és kezelésére – tényfeltáró jelentés’’ címmel. 2006-ban a Canadian Obesity Network (Kanadai Elhízásügyi Hálózat) kiadásában megjelent egy átfogó, tényeken alapuló útmutató a ’’Kanadai klinikai gyakorlati útmutató a felnőtt- és gyermekkori elhízás kezeléséről és megelőzéséről’’ címmel.
2004-ben az Egyesült Királyságban megjelent a ’’Halmozódnak a problémák’’ című jelentés a Királyi Orvosi Kollégium, a Közegészségügyi Kar és a Királyi Gyermekgyógyászati és Gyermekegészségügyi Kollégium kiadásában. Ebben külön kiemelték, hogy az Egyesült Királyságban egyre növekvő probléma az elhízás. Ugyanebben az évben, a brit parlament alsóházának egészségügyi bizottsága közzétette ’’„a valaha készített […] legátfogóbb vizsgálat”’’ eredményeit az elhízás egészségügyi állapotra és az Egyesült Királyság társadalmára gyakorolt hatásairól, valamint a probléma lehetséges megközelítéseiről. 2006-ban a Nemzeti Egészségfejlesztési és Klinikai Kiválóság Intézet (NICE) az Egyesült Királyságban ajánlást adott ki az elhízás diagnosztizálásáról és kezeléséről, valamint a nem egészségügyi szervezetek – például önkormányzatok – számára megfogalmazott politikai következményekről. Sir Derek Wanless 2007-es jelentésében arra figyelmeztetett, hogy további tétlenség esetén az elhízás pénzügyileg akár tönkre is teheti a brit egészségügyi rendszert (National Health Service, NHS).
Az egyre gyakoribb elhízás problémájának kezelésére átfogó megoldásokat próbálnak keresni. Az ’’Obesity Policy Action’’ (OPA; Elhízás Politikai Akcióterv) nevű keretprogram három csoportra osztja az intézkedéseket: folyásiránnyal ellentétes, folyammal haladó és folyásirányban tett intézkedésekre. A folyásiránnyal ellentétes intézkedések a társadalom megváltoztatására törekednek, a folyammal haladó intézkedések az egyének viselkedését próbálják megváltoztatni az elhízás megelőzése érdekében, a folyásirányban tett intézkedések pedig a már érintett személyek kezelésével foglalkoznak.

## Kezelése

A gyomortérfogat csökkentése gyűrűvel az egyik műtéti beavatkozás a súlyos elhízás kezelésére

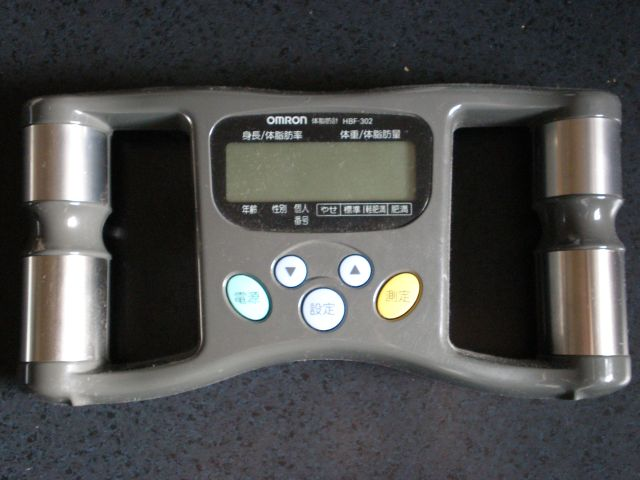
A testzsír mérésére kifejlesztett készülék

### Étrendi és életmódbeli változtatások
A kímélő étrend és a testmozgás az elhízás kezelésének alapvető elemei. A megfelelően összeállított fogyókúrák rövid időn belül a testsúly csökkenéséhez vezethetnek, de a lecsökkent testsúlyt többnyire nehéz megtartani, így még siker esetén is a napi rendszeres testmozgás és az alacsony energiatartalmú ételek életvitelszerű fogyasztása többnyire nélkülözhetetlen. A hosszú távú testsúlycsökkenés életmódváltozással történő fenntartásának sikeressége alacsony, 2–20% között változik. A táplálkozási és életmódbeli változások hatékonyak a terhesség alatti túlzott súlygyarapodás ellen, következményeik jó hatással vannak az anyára és a gyermekre egyaránt.

### Gyógyszeres kezelés
Az elhízás kezelésére alkalmazott gyógyszerek közül az orlistat tartalmú szerek jelenleg széles körben elérhetők és hosszú távú fogyasztásuk is engedélyezett. Az orlistat a zsír felszívódását gátolja, ennek révén pedig az energiabevitelt csökkenti. A gyógyszer fogyasztása után tapasztalt súlycsökkenés azonban csekély, átlagosan 2,9 kg mértékű 1 és 4 év közötti szedése esetén, és jelenleg kevés információ áll rendelkezésre arról, hogy ezek a gyógyszerek hogyan hatnak az elhízás hosszú távú szövődményeire. Emellett nagy arányban fordultak elő gyomor- és bélrendszeri mellékhatások, és számos aggodalmat fogalmaztak meg a vesékre gyakorolt kedvezőtlen hatással kapcsolatban is.
2012-ben az Egyesült Államokban engedélyezték a lorcaserin tartalmú, étvágycsökkentő hatású gyógyszer forgalmazását, amely a kísérletek szerint átlagosan évi 3,1 kg testsúlycsökkenést eredményez (a testtömeg 3%-át), ami jobb, mint a placebónál megfigyelt eredmény, azonban szedésének hosszú távú hatásairól szintén nem áll rendelkezésre információ.

### Műtéti beavatkozások
Az elhízás leghatékonyabb kezelése a testsúlycsökkentő műtéti beavatkozás. A súlyos elhízás műtéti úton történő enyhítése hosszú távú súlycsökkenést és alacsonyabb halandósági szintet eredményezhet. Egy tanulmány 14% és 25% közötti testsúlycsökkenésről számolt be (a beavatkozás típusától függően) 10 éves időszak alatt, miközben 29%-kal csökkent az eredő halandósági kockázat a hagyományos súlycsökkentő módszerekhez képest. Költségei és a szövődmények kockázatai miatt azonban a kutatók folyamatosan keresik az egyéb, kevésbé invazív kezelésekben rejlő lehetőségeket.
Ha a diéta, a testmozgás és a gyógyszerelés nem eredményes, gyomorballon segíthet a fogyásban, vagy műtéti beavatkozással csökkenthető a gyomortérfogat, illetve a bélhosszúság, amelynek eredményeként a jóllakottság érzete hamarabb jelentkezik és a tápanyagfelvétel képessége csökken.

## Epidemiológia
| <5% 5–10% 10–15% 15–20% 20–25% 25–30% | 30–35% 35–40% 40–45% 45–50% 50–55% >55% |

A 20. század előtt az elhízás ritkaságszámba ment; 1997-ben az Egészségügyi Világszervezet (WHO) az elhízást hivatalosan világjárvánnyá nyilvánította. A WHO becslése szerint 2005-től az elhízott felnőttek száma legalább 400 millió (9,8%), akik között több a nő, mint a férfi. Az elhízás előfordulási aránya az életkorral is nő, legalább 50-60 éves korig, a súlyos elhízás aránya pedig az Egyesült Államokban, Ausztráliában és Kanadában gyorsabban növekszik, mint az elhízás összaránya.
Az elhízást régen kizárólag a magas jövedelmű országok problémájának tekintették, ma már azonban előfordulása világszerte nő, és mind a fejlett, mind a fejlődő országokat érinti. Ez a növekvő előfordulás a legerőteljesebben a városi környezetben élőket érinti. A világ egyedüli területe, ahol az elhízás nem gyakori, a Szubszaharai Afrika.

## Elhízás a történelem során

### Etimológia
Az obesitas latin eredetű szó, jelentése „vaskos, kövér vagy telt”. Az Ēsus az edere (enni) igéből képzett múlt idejű melléknévi igenév, amihez az ob (túl) előtag kapcsolódik. Az Oxford English Dictionary szerint a szót Randle Cotgrave használta először, 1611-ben.

### Korábbi trendek

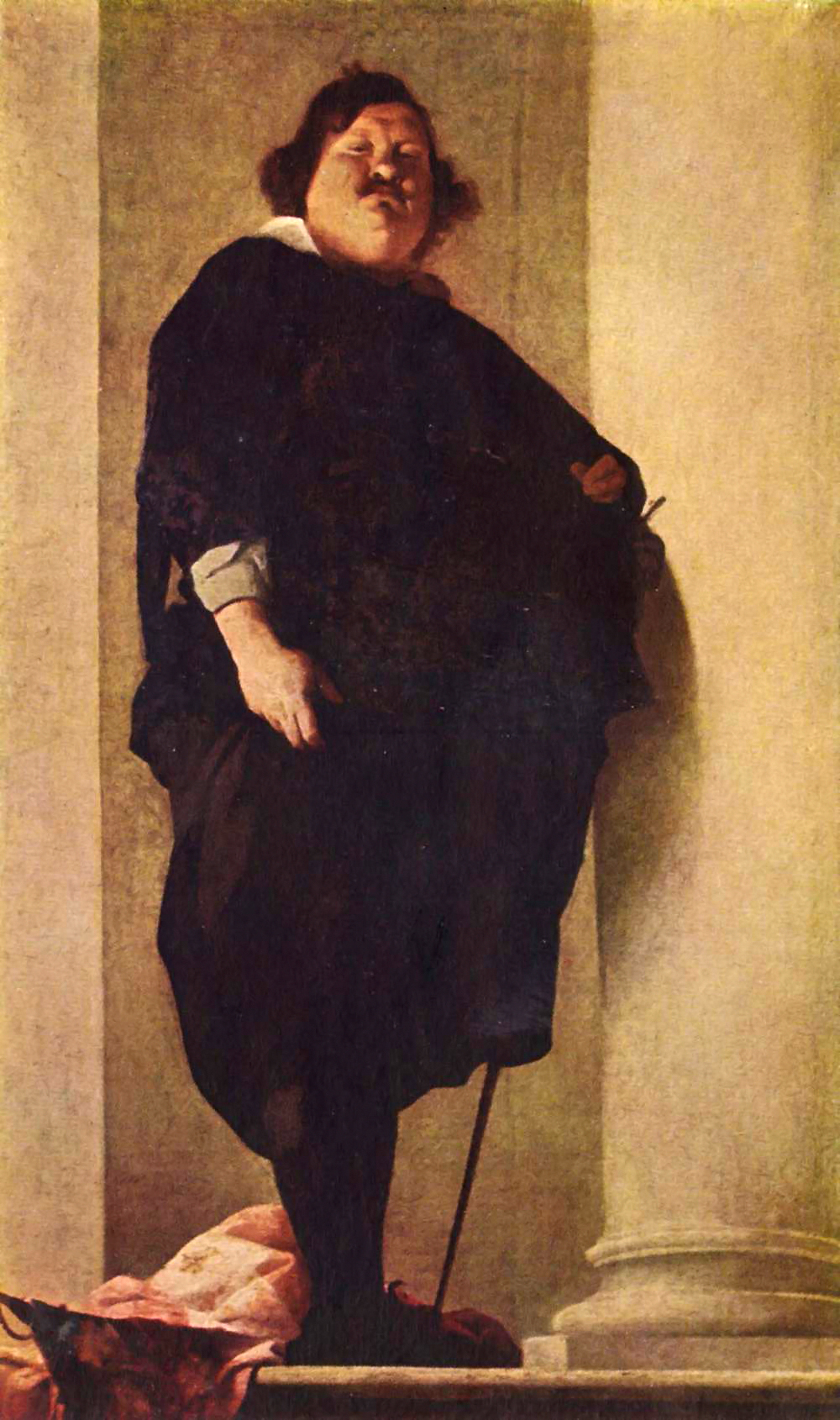
Kidomborodó tokájú, bajuszos, feketébe öltözött, nagyon kövér úriember, bal oldalán karddal. A középkorban és a reneszánsz idején az elhízást általában a jómód jelének tekintették, és az előkelőségek körében viszonylag gyakori volt. Példa erre Charles Mellin Nemesúr portréja című, Alessandro del Borro toszkánai tábornokot ábrázoló festménye (1645)

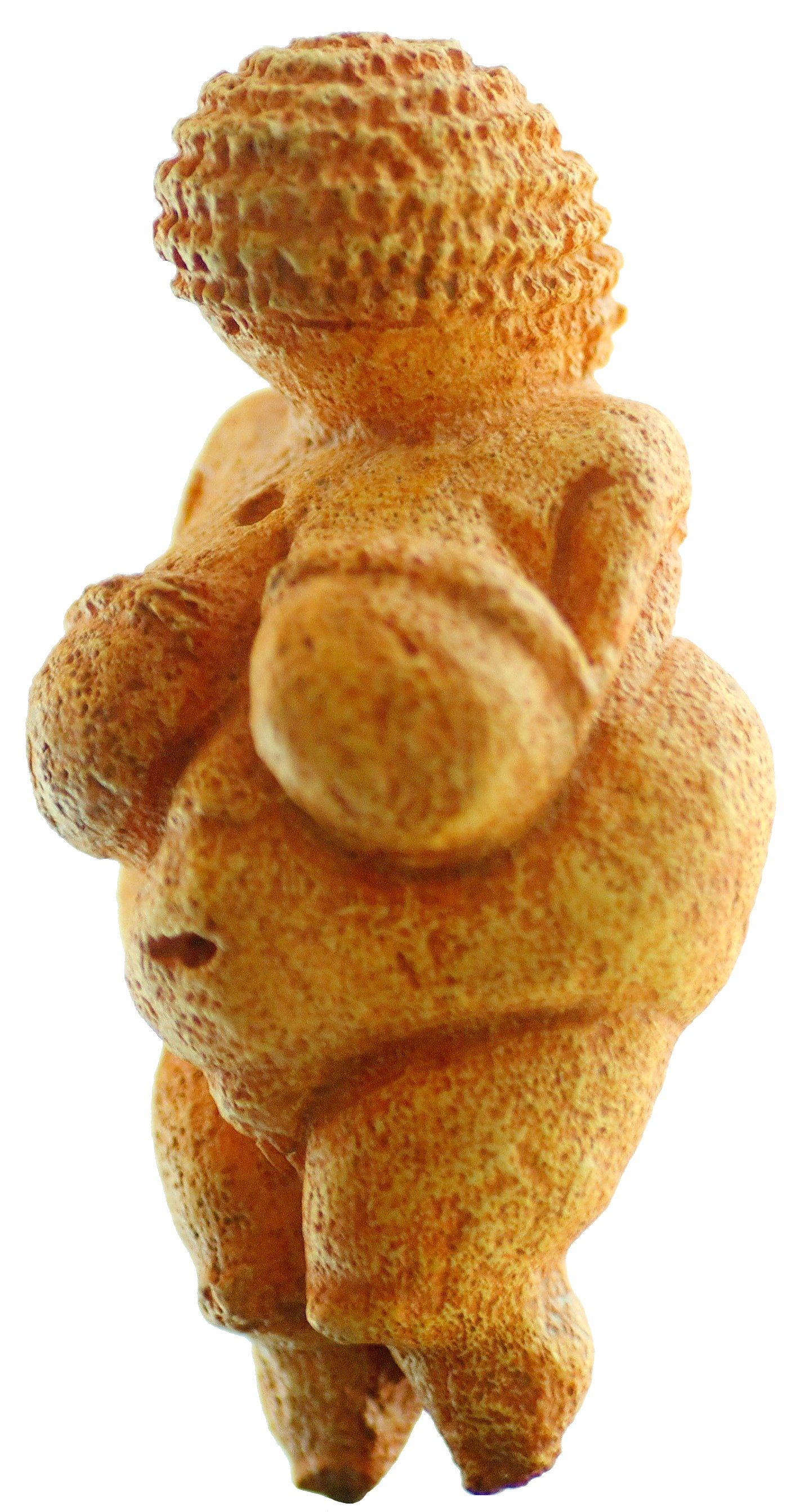
A willendorfi Vénusz i. e. 23–21. században készült kőszobrocska, amikor az elhízottság még a jómód, a termékenység jele volt

Az ókori görögök ismerték fel először, hogy az elhízás az orvostudomány hatáskörébe tartozó rendellenesség. Hippokratész írta, hogy „A kövérség nem egyszerűen csak betegség, hanem más betegségek előfutára”. Szusruta indiai sebész (i. e. 6. század) az elhízást a cukorbetegséggel és szívbetegségekkel hozta összefüggésbe. Gyógymódjaként és a mellékhatások elkerülése érdekében a fizikai munkát javasolta. Az emberiség története során többnyire élelemhiánnyal küszködött, ezért az elhízást a múltban a gazdagság és a jómód jelének tekintették. A középkori és reneszánsz kori Európa, valamint az ókori kelet-ázsiai civilizációk magas rangú tisztviselőinek körében köznapinak számított a túlsúlyosság.
Az ipari forradalom kezdetén rájöttek, hogy egy nemzet katonai és gazdasági hatalma katonáinak és munkásainak testméretétől és erejétől is függ. Az átlag testtömegindex megnövekedése – arról az értékről, amit ma a normálisnál kisebbnek tekintünk arra az értékre, ami ma normálisnak számít – fontos szerepet töltött be az ipari társadalom fejlődésében. Így aztán a 19. században a világ fejlett részein mind a testmagasság, mind a testsúly megnövekedett. A 20. században, amikor a népesség elérte a genetikai lehetőségei szerinti maximális testmagasságot, a testsúlynövekedés sokkal nagyobb méreteket kezdett ölteni, mint a magasságbeli növekedés, ez pedig elhízáshoz vezetett. Az 1950-es években a fejlett világ növekvő jólétével egyidejűleg csökkent a gyermekhalandóság, azonban a testsúlynövekedéssel gyakoribbá váltak a szív- és vesebetegségek. Ez volt az a periódus, amikor a biztosítótársaságok rájöttek a testtömeg és a várható élettartam közötti összefüggésre, és megemelték az elhízottak biztosítási díját.
A történelem során voltak olyan kultúrák, amelyek az elhízást jellembeli hiba következményének tekintették. A görög vígjátékok kedvelt obesus, azaz kövér szereplője volt a falánk, aki mindig gúnyolódás tárgya. A korai kereszténység idején az ételt a lustaság és a paráznaság bűnéhez vezető útnak tekintették. A mai nyugati kultúrában a túlsúlyosságot általában visszataszítónak találják, és rendszerint különféle negatív sztereotípiák kapcsolódnak hozzá. Bármilyen korúak is legyenek, a túlsúlyosak a társadalom megbélyegzésével szembesülhetnek, kegyetlen gúnyolódás céltáblájává válhatnak, vagy esetleg elkerülik őket társaik. Az elhízottság tehát még egy ok a diszkriminációra.
A nyugati társadalom egészséges testsúllyal kapcsolatos közfelfogása különbözik attól, amit ideálisnak testsúlynak tartanak, a 20. század elejétől kezdve pedig mindkettő változott. 1920 óta az ideálisnak tekintett testsúly csökkent. Ezt az a tény is alátámasztja, hogy a Miss Amerika szépségversenyen felvonulók átlagmagassága 1922-től 1999-ig 2%-kal nőtt, míg átlagos testsúlyuk 12%-kal csökkent. Ezzel szemben az, hogy mit tartanak az emberek egészséges testsúlynak, éppen ellenkező irányban változott. Angliában az a testsúly, amely fölött az emberek túlsúlyosnak tekintik magukat, 2007-ben jelentősen magasabb volt, mint 1999-ben. Ezek a változások valószínűleg az elhájasodás egyre szélesebb körű elterjedésének tulajdoníthatóak, ami a plusz zsírpárnák nagyobb mértékű elfogadásához vezet.
Az elhízást Afrika sok vidékén még mindig a gazdagság és jólét jelének tekintik. Ez a HIV-járvány kezdete óta különösen megszokottá vált.

### Művészet
Az emberi test első, 20–30 000 évvel ezelőtti szobrászati ábrázolásai elhízott nőket ábrázolnak. Egyesek szerint a Vénusz-szobrocskák a termékenységet hivatottak hangsúlyozni, mások szerint az akkori idők „kövér” embereit jelenítik meg. A görög és római művészetben azonban – valószínűleg a mértékletesség ideálja melletti elkötelezettség jeleként – nem jelenik meg a testesség. Ez a keresztény Európa történelme során nagyrészt így is maradt, csak az alacsony társadalmi-gazdasági státuszúak elhízottságát jelenítették meg.
A reneszánsz idején a felsőbb társadalmi osztályok egyes képviselői kezdtek kérkedni tekintélyes méreteikkel, amint az VIII. Henrik angol király és Alessandro del Borro portréján látható. Rubens (1577–1640) festményein általában teltebb nőket örökített meg, innen származik a „rubensi idomok” kifejezés. Mindemellett ezeknél a női alakoknál is megfigyelhető a termékenységgel összefüggő „homokóraalkat”. A 19. században a nyugati világ elhízottsággal kapcsolatos nézetei megváltoztak. Miután az évszázadokon át egyet jelentett a gazdagsággal és társadalmi státusszal, a karcsúság kezdett a vágyott normává válni.

## Az elhízás következményei

### Egészségi hatásai
Az elhízás amellett, hogy önértékelési zavart okoz, és akadályoz a mindennapi életben, rengeteg súlyos szövődménnyel járhat, amelyek az elhízás mértékének és eredetének függvényében változnak. A nem megfelelő életmód miatt nagy mennyiségű zsír rakódik le a szervezetben. Ez megterheli a szívet, az érrendszert, és magas vérnyomást, trombózist, valamint agyvérzést is okozhat. A túlsúlyos embereknél nagyobb esélye van a depresszió, a rák, a cukorbetegség, az érelzáródások, a vese- és májelégtelenség kialakulásának.
Az elhízás mértékétől függően nő a szív- és érrendszeri betegségek, a hipertónia, a II. típusú diabetes, zsíranyagcsere-zavarok, egyes daganatos betegségek, krónikus mozgásszervi betegségek, mentális kórképek, sőt a koraibb halálozás kockázata is.

### Gazdasági hatásai
Az egészségre gyakorolt kedvezőtlen hatásain kívül az elhízás sok más problémát is okoz, többek közt a munkavállalás terén tapasztalt hátrányokat és megnövekedett üzleti költségeket. Ezeket a hatásokat a társadalom minden rétege megérzi, az egyéntől kezdve a vállalatokon át egészen a kormányzati szintig.
2005-ben az Amerikai Egyesült Államokban az elhízásnak tulajdonítható orvosi költségeket 190,2 milliárd dollárra becsülték, ami az orvosi ellátás összköltségének 20,6%-át jelentette. Kanadában az elhízás miatti költségeket 1997-ben kétmilliárd kanadai dollárra becsülték (ami az egészségügyi költségek 2,4%-a). Ausztráliában a túlsúlyosság és elhízás közvetlen összköltsége 2005-ben 21 milliárd ausztrál dollárra volt tehető. A túlsúlyos és elhízott ausztrálok ezen felül 35,6 milliárd dollárnyi állami támogatást kaptak. Az elhízottak és túlsúlyosok által diétás termékekre költött összeg csak az Egyesült Államokban eléri az évi 40–100 milliárd dollárt.
Az elhízás megelőzésére kidolgozott programok hasznosnak bizonyultak a vele kapcsolatos betegségek kezelési költségeinek csökkentésében. Mindemellett minél hosszabb életű valaki, annál magasabbak orvosi kezelésének költségei. Ezért a kutatók úgy gondolják, hogy bár az elhízás előfordulásának csökkentése javíthat a népesség általános egészségi állapotán, az egészségügyi költségek összegét azonban nem valószínű, hogy csökkentené.

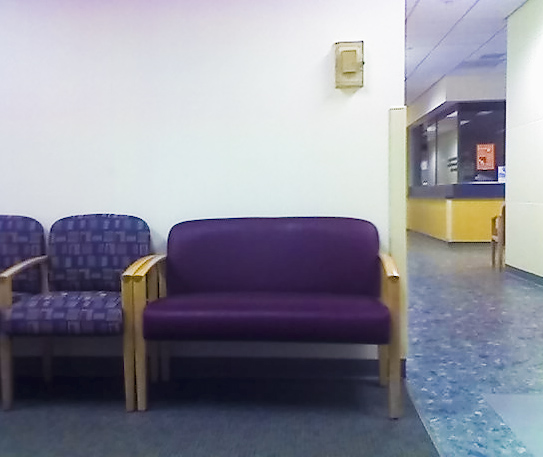
Különösen széles karosszék néhány normális méretű szék mellett. A közhivataloknak, kórházaknak speciális berendezésekkel, például sokkal szélesebb ülőalkalmatosságok beszerzésével kell alkalmazkodniuk az elhízott emberekhez

Az elhízás társadalmi megbélyegzéshez vezethet, és a munkahelyen is hátrányos. Az elhízott munkaerő átlagosan többet hiányzik a munkahelyéről, többet van betegszabadságon, mint a normál súlyú munkatársak, ezzel növelve a munkaadó költségeit és csökkentve a termelékenységet. A Duke Egyetem alkalmazottai körében végzett vizsgálat azt igazolja, hogy azok, akiknek TTI értéke 40  kg/m² feletti, kétszer annyi táppénzigénylést nyújtottak be, mint azok, akiknek a TTI értéke 18,5–24,9  kg/m² közötti. Ezenkívül a kiesett munkaóráik száma is 12 -szerese volt a többiekének. Ebben a csoportban a leggyakoribbak az esés és emelés miatti láb-, csukló- vagy kéz- és hátsérülések voltak. Az USA Alabama államának Állami Alkalmazottak Biztosításfelügyelete (State Employees’ Insurance Board) jóváhagyta azt a vitatható tervet, hogy az elhízott munkavállalók havi 25 dolláros biztosítási díjat fizessenek, ha nem tesznek lépéseket a testsúlyuk csökkentése és egészségük javítása érdekében. Ezt az intézkedést 2010 januárjában vezették be, és azok esetében alkalmazzák, akiknek TTI értéke 35 kg/m²feletti, és egy év elteltével sem tesznek semmit egészségi állapotuk javítása érdekében.
Bizonyos kutatások szerint az elhízott embereknek kisebb az esélyük, hogy munkahelyet találjanak, és hogy előléptessék őket. Ugyanazért a munkáért az elhízottak kisebb fizetést kapnak, mint normál súlyú társaik. Az elhízott nők átlagosan 6%-kal, az elhízott férfiak pedig 3%-kal kisebb fizetést visznek haza.
Bizonyos ágazatokban, mint például a légi közlekedés, az egészségügy és az élelmiszeripar, speciális gondok merülnek fel. Az elhízás egyre nagyobb mértékű elterjedése következtében a légitársaságoknak magasabb üzemanyagköltséggel kell számolniuk, és kénytelenek az ülőhelyek szélességét is növelni. 2000-ben, az elhízott utasok túlsúlya 275 millió amerikai dollár költséget jelentett a légitársaságok számára. Az egészségügyben is jelentős befektetéseket kellett végrehajtani ahhoz, hogy a súlyosan elhízott páciensek ellátásához szükséges emelőszerkezeteket és speciális mentőautókat beszerezzék. Az éttermek költségeit olyan peres ügyek növelik, amelyekben őket okolják az elhízásért. 2005-ben az Egyesült Államok Kongresszusa egy olyan törvény megalkotásáról tárgyalt, amely megelőzhetné az élelmiszeripar ellen elhízás okán indított polgári pereket, ez a törvény azonban nem lépett hatályba.

### A túlsúly elfogadása

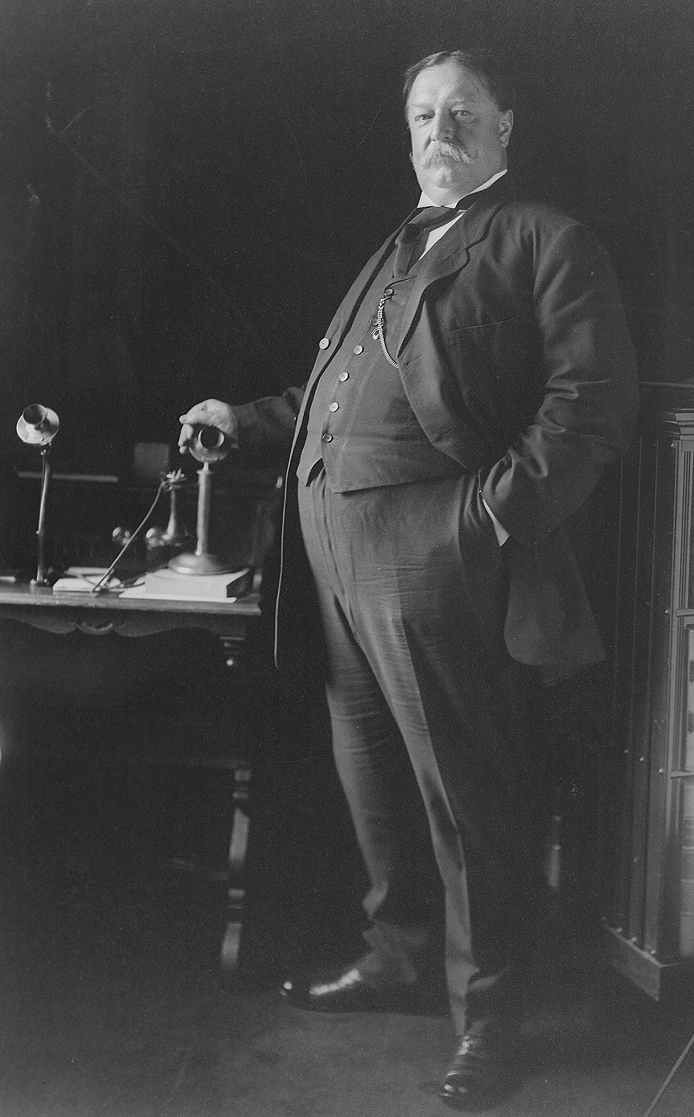
Az Amerikai Egyesült Államok elnökét, William Howard Taftot sok gúnyolódás érte túlsúlya miatt

A kövérség elfogadását célzó mozgalom legfőbb célja a túlsúlyos és elhízott emberekkel szembeni diszkrimináció csökkentése. Ugyanakkor a mozgalom némely aktivistája igyekszik megkérdőjelezni az elhízás és bizonyos egészségügyi problémák között megállapított összefüggéseket is.
Számos egészségügyi szervezet tűzte ki céljául az elhízás tényének a közvéleménnyel való elfogadtatását. Ezek jelentősége a 20. század második felétől egyre erősödik. Az Egyesült Államokban működő, 1969-ben alapított National Association of Advance Fat Acceptance (országos egyesület a súlyos elhízás elfogadásáért, NAAFA) saját meghatározása szerint egy olyan polgárjogi szervezet, amelynek eltökélt szándéka a testsúly alapján történő diszkrimináció felszámolása. Mindazonáltal a kövérség mellett kiálló aktivista tevékenységek megmaradtak a marginális mozgalmak szintjén.
Az International Size Acceptance Association (nemzetközi egyesület a testsúly elfogadásáért, ISAA) egy társadalmi szervezet (NGO), amelyet 1997-ben alapítottak. Globális szinten tevékenykedik, és kimondott küldetése a testsúly általános elfogadtatásának ösztönzése és a testsúly alapján történő diszkrimináció felszámolása. Ezek a csoportok gyakran érvelnek amellett, hogy az elhízást az USA egészségkárosodással élő polgáraira vonatkozó törvénye (ADA) alapján nyilvánítsák egészségkárosodásnak. Az amerikai törvényhozás azonban úgy döntött, hogy az ezzel járó várható közegészségügyi költségek jóval meghaladnák azt a hasznot, amit egy elhízásra is kiterjedő diszkrimináció-ellenes törvény életbe léptetése hozna.

## Gyermekkori elhízás
Az egészséges TTI tartomány a gyermek kora és neme szerint változó. Gyermek- és serdülőkori elhízásról 95-ösnél nagyobb TTI percentilis esetén beszélünk. Az ezeknél a percentiliseknél használt hivatkozási adatok az 1963 és 1994 közötti időszakból származnak, így nem tartalmazzák az elhízás arányának utóbbi időkben tapasztalt megnövekedését. A gyermekkori elhízás a 21. században járványos méreteket öltött, és előfordulási aránya a fejlett és a fejlődő országokban egyaránt tovább emelkedik. A kanadai fiúk körében az elhízás előfordulási aránya az 1980-as években 11% volt és az 1990-es évek során több mint 30%-ra növekedett, míg ugyanebben az időszakban Brazíliában az elhízott gyermekek aránya 4%-ról 14%-ra nőtt.
Csakúgy, mint a felnőttkori elhízás esetében, a gyermekkori elhízás fokozódó előfordulását is több tényező befolyásolja. A növekedésért felelősnek tartott két legfontosabb tényező az étrend megváltozása és az aktív mozgással töltött idő csökkenése. Mivel a gyermekkori elhízás gyakran a felnőttkorban is folytatódik, és számos idült betegséggel is összefüggésbe hozható, az elhízott gyermekeknél gyakran ellenőrzik a magas vérnyomás, cukorbetegség, hiperlipidémia (magas vérzsírszint) és a máj zsíros elfajulása esetleges kialakulását. A gyermekek kezelése elsősorban életmódbeli beavatkozásból és magatartásterápiából áll, bár a gyermekek fizikai aktivitásának fokozására tett erőfeszítések eddig nem sok sikerrel jártak. Az Egyesült Államokban a gyógyszeres kezeléshez szükséges készítmények ebben a korosztályban való használatát az Amerikai Élelmiszer- és Gyógyszerfelügyelet (FDA) nem hagyta jóvá.

## Elhízás az állatoknál
A házi kedvencek elhízása számos országban gyakori jelenség. Az Egyesült Államokban a kutyák túlsúlyosságának és elhízottságának aránya 23% és 41% közé tehető, ebből 5,1% elhízottnak tekinthető. A macskák elhízottsági aránya ennél valamivel magasabb, 6,4%. Ausztráliában az elhízott kutyák aránya állatorvosi megfigyelések alapján 7,6%. A kutyák elhízásának kockázata összefügg azzal, hogy gazdája elhízott-e vagy sem, míg macskák esetében ilyen összefüggés nem tapasztalható.

## További szakirodalom
- (2002) „Unhealthy eating habits, physical exercise and macronutrient intakes are predictors of anthropometric indicators in the Women's Health Trial: Feasibility Study in Minority Populations”. British Journal of Nutrition 88 (6), 719–728. o. DOI:10.1079/BJN2002739. PMID 12493094.
- (2006) „Fiber intakes and anthropometric measures are predictors of circulating hormone, triglyceride, and cholesterol concentration in the Women's Health Trial”. Journal of Nutrition 136 (8), 2249–2254. o. PMID 16857849.
- Jebb S. and Wells J. Measuring body composition in adults and children In:Peter G. Kopelman, Ian D. Caterson, Michael J. Stock, William H. Dietz. Clinical obesity in adults and children: In Adults and Children. Blackwell Publishing, 12–28. o. (2005). ISBN 1-4051-1672-2
- Kopelman P., Caterson I. An overview of obesity management In:Peter G. Kopelman, Ian D. Caterson, Michael J. Stock, William H. Dietz. Clinical obesity in adults and children: In Adults and Children. Blackwell Publishing, 319–326. o. (2005). ISBN 1-4051-1672-2
- National Heart, Lung, and Blood Institute (NHLBI). Clinical Guidelines on the Identification, Evaluation, and Treatment of Overweight and Obesity in Adults (PDF), International Medical Publishing, Inc (1998). ISBN 1-58808-002-1
- Obesity: guidance on the prevention, identification, assessment and management of overweight and obesity in adults and children (PDF). National Institute for Health and Clinical Excellence(NICE). National Health Services (NHS), 2006. (Hozzáférés: 2009. április 8.)
- Puhl R., Henderson K., and Brownell K. Social consequences of obesity In:Peter G. Kopelman, Ian D. Caterson, Michael J. Stock, William H. Dietz. Clinical obesity in adults and children: In Adults and Children. Blackwell Publishing, 29–45. o. (2005). ISBN 1-4051-1672-2
- Seidell JC. Epidemiology — definition and classification of obesity In:Peter G. Kopelman, Ian D. Caterson, Michael J. Stock, William H. Dietz. Clinical obesity in adults and children: In Adults and Children. Blackwell Publishing, 3–11. o. (2005). ISBN 1-4051-1672-2
- World Health Organization (WHO). Technical report series 894: Obesity: Preventing and managing the global epidemic. [archivált változat] (PDF), Geneva: World Health Organization (2000). ISBN 92-4-120894-5. Hozzáférés ideje: 2010. november 23. [archiválás ideje: 2015. május 1.] Archiválva 2015. május 1-i dátummal a Wayback Machine-ben
- Elhízás az Open Directory Project-ben
- Fumento, Michael. The Fat of the Land: Our Health Crises and How Overweight Americans can Help Themselves. New York: Penguin Books (1997). ISBN 0-14-026144-3
- Keller, Kathleen. Encyclopedia of Obesity. Thousand Oaks, Calif: Sage Publications, Inc (2008). ISBN 1-4129-5238-7
- Kolata, Gina. Rethinking Thin: The new science of weight loss –and the myths and realities of dieting. Picador (2007). ISBN 0-312-42785-9
- Kopelman, Peter G.. Clinical obesity in adults and children: In Adults and Children. Blackwell Publishing, 493. o. (2005). ISBN 1-4051-1672-2
- Levy-Navarro, Elena. The Culture of Obesity in Early and Late Modernity. Palgrave Macmillan (2008). ISBN 0-230-60123-5
- Pool, Robert. Fat: Fighting the Obesity Epidemic. Oxford, UK: Oxford University Press (2001). ISBN 0-19-511853-7